# Victor Braun
Pour les articles homonymes, voir Braun.
Victor Braun est un artiste lyrique (baryton) canadien né le 4 août 1935 à Windsor (Ontario) et mort le 6 janvier 2001 à Ulm (Allemagne).

## Biographie
Victor Conrad Braun naît le 4 août 1935 à Windsor, dans l'Ontario, au sein d'une famille mennonite germano-russe,.
Il étudie la géologie à l'Université de Western Ontario avant de se tourner vers le chant lyrique, qu'il étudie à London (Ontario) ainsi qu'au Conservatoire royal de musique. Il devient membre de la Compagnie nationale d'opéra du Canada, se produisant notamment à Montréal et Vancouver,.
En 1963, Victor Braun remporte le grand prix du concours international Mozart à Vienne. En Europe, il rejoint en 1964 la troupe de l'Opéra de Francfort, se produit à Cologne, Düsseldorf et Hambourg, et intègre le Staatsoper de Munich en 1968,,.
En 1969, il fait ses débuts à Covent Garden ainsi qu'à La Scala, où il est Wolfram dans Tannhäuser. Il chante la Passion selon saint Matthieu à Madrid, Un Requiem allemand à Bruxelles, et incarne le comte Almaviva des Noces de Figaro au Festival de Salzbourg en 1970. En 1974, il fait ses débuts à l'Opéra de Paris dans Il trovatore (comte de Luna),,.
À son répertoire de prédilection, figurent également les rôles de Golaud (Pelléas et Mélisande), dans la production de Jean-Pierre Ponnelle à l'Opéra de Munich, notamment, ou au Metropolitan Opera, Hans Sachs (Les Maîtres chanteurs de Nuremberg) à Nice, Paris, Tokyo et Berlin, Jupiter (Die Liebe der Danae), Mandryka (Arabella), le général dans We Come to the River, Holopherne dans la première américaine de Judith de Matthus, Pizarro (Fidelio), le Docteur Schön (Lulu) et les rôles-titres d'Eugène Onéguine, Wozzeck et Falstaff,.
En raison d'une maladie neurodégénérative, Victor Braun prend sa retraite en 1990 après avoir été Agamemnon dans La Belle Hélène d'Offenbach au Festival de Salzbourg,.
Il meurt le 6 janvier 2001 à Ulm, en Allemagne.